# Bői Mihály
Bői Mihály (? - Pozsony, 1304. szeptember (?)) zágrábi püspök, majd esztergomi érsek.

## Élete
A teológia magistereként 1277-től ózdi főesperes. 1287-1296 között gyulafehérvári nagyprépost volt. III. András híve volt, és a király 1295-ben, az Anjou-párti János zágrábi püspök halála után őt nevezte ki püspökké. Fegyveres kísérettel ment Zágrábba, ahol a városból és a káptalanból eltávolította elődjének híveit. Morosini Albertet, Szlavónia hercegét támogatta, aki 1297-ben kancellárjává tette. III. András oldalán küzdött Csázma várispánság és Körös vármegye ellen. 1298. augusztus 5-én részt vett a pesti országgyűlésen, ahol a törvényhozásból kizárták a hivatalokat viselő urakat. Ezután nem tért vissza Zágrábba, hanem III. András udvarában maradt. Több horvátországi privilégium, ill. település első említése köthető nevéhez.
A király halála után kezdetben II. Vencelt támogatta. 1303. május 31. után, amikor VIII. Bonifác pápa Vencellel szemben Károly Róbert trónigényét ismerte el, annak pártjára állt, ezért Vencel nagy pusztítás mellett kiűzte Esztergomból. A pápa megerősítette esztergomi érsekké választását. Pozsonyba menekült és hamarosan ott is hunyt el.
Zágrábi pecsétje 1299-ből maradt fenn.